# Материја
Материја се обично дефинише као супстанца од које су сачињени физички објекти, што практично значи да се под материјом сматра све што се може чулима осетити и поседује физичке особине. У класичној физици и општој хемији, материја је свака супстанца која има масу и заузима простор, јер има запремину. Иако у науци данас доминира такозвана материјалистичко-дијалектичка теорија, нема јасно дефинисане теорије материје која је нашироко позната. Материја би се најједноставније могла дефинисати као истовремена манифестација масе и енергије у времену и простору. Као општа, филозофска и физичка, категорија, материја је неодвојиво повезана са другим општим категоријама, а то су простор, време и кретање. Материја, дакле, увек постоји у простору (заузима неки простор) и времену, а, такође, не може да постоји ни без кретања тј. налази се у стању сталног и непрекидног кретања и промена. Један од најстаријих (формулисан још у античкој Грчкој) закона физике је Закон одржања материје који гласи:
Материја се не може уништити, нити ни из чега створити, она може само да се мења и да прелази из једног у други облик.
Тек у 19. веку су исправно постављени темељи физике у смислу дефинисања основних особина материје и саставних елемената природе. Тада је примећено да осим супстанције (физичких тела) постоји нешто што у природи може имати физичке особине, а не мора имати масу и облик. То је била енергија и дуго је сматрана основним и независним саставним делом природе. Тај други облик постојања материје се обично зове физичко поље. Може се рећи да је материја грађа природе тј. универзума. Овде треба напоменути да постоји мала разлика у изражавању, јер, на пример, у англосаксонским земљама под материјом се подразумева само супстанција као грађа физичких тела, а за физичко поље (field) често се користи израз енергија (energy).
Међутим, од појаве специјалне теорије релативности уводи се двојност материја-енергија. Постоји изузетно чврста веза између материје и енергије, јер су материја (маса) и енергија, према познатој Ајнштајновој једнакости, потпуно еквивалентни и могу се и претварати једна у другу - материја у енергију у процесу анихилације, а енергија у материју у процесу креације. Материја и енергија су два појавна облика исте стварности. Материја постоји у различитим стањима (такође познатим као фазе). Тиме су обухваћене класичне свакодневне фазе као што су чврста, течна, и гасна – на пример вода постоји као лед, течна вода, и гасовита пара – али и друга стања су могућа, укључујући плазму, Бозе-Ајнштајнове кондензате, фермионске кондензате, и кварк-глуонску плазму.
Обично се атоми могу замислити као нуклеус од протона и неутрона, и окружујући „облак” орбитирајућих електрона који „заузима простор”. Међутим, ово је само донекле тачно, јер субатомске честице и њихове особине регулише њихова квантна природа, што значи да оне не делују као што свакодневни предмети делују – оне се могу понашати као таласи и као честице и оне немају добро дефинисане величине нити позиције. У стандардном моделу физике елементарних честица, материја није фундаменталан концепт, јер су елементарни конституенти атома квантни ентитети који немају својствену „величину” или „запремину” у свакодневном смислу те речи. Услед принципа искључења и других фундаменталних интеракција, „материјалне тачке” познате као фермиони (кваркови, лептони), и многе смеше и атоми, су ефективно присиљени да се држе на растојању од других честица под свакодневним условима; то ствара својство материје која нама изгледа као материја која заузима простор.
Током већег дела научне историје људи су разматрали тачну природу материје. Идеју да је материја изграђена од дискретних градивних блокова, такозвану корпускуларну теорију материје, први пут је изнели грчки филозофи Леукип (~490. п. н. е.) и Демокрит (~470–380. п. н. е.).

## Поређење са масом
Материју не треба мешати са масом, јер та два термина нису иста у модерној физици. Материја је општи термин који описује било коју физичку супстанцу. У контрасту с тим, маса није супстанца већ квантитативно својство материје и других супстанци или система; разни типови масе су дефинисани у оквиру физике – укључујући али не ограничено на масу мировања, инерциону масу, релативистичку масу, масу–енергију.
Док постоје различита гледишта на то шта треба сматрати материјом, маса супстанце има прецизне научне дефиниције. Друга разлика је у томе што материја има своју „супротност” која се назива антиматерија, док маса нема такву супротност - не постоји „антимаса” или негативна маса, колико је до сад познато, иако научници расправљају о том концепту. Антиматерија има исто (тј. позитивно) својство масе, као и њен нормални пандан.
Различита поља науке користе термин материје на различите, и понекад некомпатибилне начине. Неки од тих начина су базирани на непрецизним историјским значењима, из времена кад није било разлога да се маса разликује од једноставног квантитета материје. Стога не постоји јединствено универзално договорено научно значење речи „материја”. Научно, термин „маса” је добро дефинисан, док се „материја” може дефинисати на неколико начина. Понекад у пољу физике „материја” се једноставно поистовећује са честицама које манифестују масу мировања (тј., које не могу да путују брзином светлости), као што су кваркови и лептони. Међутим, у физици и хемији, материја испољава таласна и партикуларна својства, што је такозвани принцип дуалности таласа и честица.

## Дефиниција

### На бази атома
Дефиниција „материје” базирана на њеним физичким и хемијским својствима је: материја је направљена од атома. Таква атомска материја се исто тако понекад назива обичном материјом. На пример, молекули дезоксирибонуклеинске киселине (ДНК) су материја по тој дефиницији пошто се они састоје од атома. Ова дефиниција се може проширити тако да обухвата наелектрисане атоме и молекуле, тако да су њоме покривене плазме (гасови јона) и електролити (јонски раствори), који нису очигледно уврштени у атомску дефиницију. Алтернативно, може се усвојити дефиниција протона, неутрона, и електрона.

### На бази протона, неутрона и електрона
Дефиниција „материје” финије скале од атома и молекула је: материја се сачињена од оног од чега су атоми и молекули сачињени, чиме се обухвата све направљено од позитивно наелектрисаних протона, неутралних неутрона, и негативно наелектрисаних електрона. Ова дефиниција иде изван атома и молекула, тако да су њоме обухваћене супстанце направљене од тих градивних блокова и кад они нису једноставно унутар атома или молекула, на пример електронски зраци у старим телевизорима са катодним цевима, или материја белих патуљака, типично језгра угљеника и кисеоника у мору дегенерисаних електрона. На микроскопском нивоу, конституентне „честице” материје као што су протони, неутрони, и електрони подлежу законима квантне механике и испољавају таласно–корпускуларну дуалност. На још дубљем нивоу, протони и неутрони се састоје од кваркова и поља сила (глуона) која из држе заједно.

## Материја у науци
У физици супстанција је све што се састоји од елементарних фермиона. Материја се превасходно састоји од протона, неутрона и електрона. Бозони (међу које спада и фотон) који посредују у деловању четири елементарне силе сматрају се материјом и имају енергију и масу (мировања). Дакле, супстанција се састоји од кваркова и лептона.
Уопштено, материја може постојати у неколико агрегатних стања. Најчешће помињана стања су: чврсто агрегатно стање, течно стање, гасовито стање и често се помиње плазма као четврто агрегатно стање. Мада физика познаје и стања: суперфлуидно стање, Бозе-Ајнштајнов кондензат, и фермионски кондензат. Хомогена супстанца поседује одређен састав и особине, и било која количина хомогене материје има исти такав састав и исте особине. Супстанца може бити мешавина, као што је бронза или елементарна материја као што је гвожђе. Хетерогена супстанца, као што је гранит нема одређен састав.
Хемијске супстанце су састављене од молекула и атома, а оне од елементарних честица, као што су лептони и кваркови.